# Filip Vujanović
Filip Vujanović (Montenegrijns: Филип Вујановић) (Belgrado, 1 september 1954) is een Montenegrijns politicus. Tussen 2003 en 2018 was hij president van Montenegro, nadat hij deze functie sinds november 2002 al had waargenomen. Eerder was hij premier van Montenegro tussen 1998 en 2003. Gedurende zijn presidentschap splitste Montenegro zich af van Servië en Montenegro, waardoor Vujanović de eerste president werd van het onafhankelijke Montenegro.

## Biografie
Vujanović groeide op in zijn geboortestad Belgrado. Hij studeerde aan de faculteit rechten van de Universiteit van Belgrado. Tussen 1978 en 1981 werkte hij bij de gemeenteraad. In 1981 verhuisde hij naar Titograd (Podgorica), alwaar hij als advocaat ging werken. In 1993 ging hij de politiek in.
Op uitnodiging van Momir Bulatović werd Vujanović lid van de Democratische Partij van Socialisten van Montenegro (DPS). Nadat Milo Đukanović de presidentsverkiezingen won, benoemde hij Vujanović op 5 februari 1998 tot premier. Vujanović behield deze positie tot januari 2003. Op 25 november 2002 werd hij tevens benoemd tot waarnemend president. In zijn periode als premier nam Montenegro steeds meer afstand tot Servië, dat nu in oorlog raakte met de NAVO om Kosovo. Montenegro maakte zich financieel los van de door hyperinflatie  getroffen Federale Republiek Joegoslavië door de Duitse mark als munteenheid in te voeren.
In februari 2003 nam Vujanović deel aan de presidentsverkiezingen. Hij won met 81% van de stemmen, maar omdat de opkomst minder dan 50% was moesten de verkiezingen worden overgedaan. Dit gebeurde in mei 2003. Vujanović won deze verkiezingen met 63% van de stemmen. 
Als president van Montenegro was Vujanović fel voorstander van de onafhankelijkheid van dit land. Hij drong echter aan op een vreedzame breuk tussen Montenegro en Servië. In mei 2006 vond een referendum plaats, waarin de bevolking in meerderheid koos voor de opheffing van de federatie van Servië en Montenegro. Op 15 juni erkende Belgrado de soevereiniteit van Montenegro.
In 2008 en 2013 werd Vujanović herverkozen als president. Hij diende in totaal drie volledige termijnen van vijf jaar. In 2018 werd het presidentschap na vijftien jaar overgenomen door zijn partijgenoot en voorganger Milo Đukanović.
Vujanović is getrouwd met Svetlana Vujanović. Samen hebben ze drie kinderen.